# 마크 위더스
마크 위더스(Mark Withers, 1947년 6월 25일 ~ )는 미국의 배우, 영화배우, 텔레비전 배우이다.
뉴욕에서 태어났다.

## 영화
- 소던 맨 (1998년)
- 다이너스티 (1981년)
- 불타는 서부 - 78년 시리즈 (1978년)
- 우리 생애 나날들 (1965년)